# Lespedeza danxiaensis
Lespedeza danxiaensis — вид рослин із родини трояндових (Rosaceae).

## Біоморфологічна характеристика
Новий вид морфологічно схожий на Lespedeza pilosa, але його легко відрізнити за тонкими шкірястими листочками (з явно увігнутими прожилками проти злегка увігнутих) і довгими квітконіжками (1.1–2.8 vs. 0.5–1.0 см), віночок від рожевого до блідо-пурпурового (проти віночка від жовтувато-білого до білого, з пурпуровими плямами біля основи штандарту). Філогенетичний аналіз на основі ITS підтвердив, що новий вид належить до Lespedeza subg. Macrolespedeza. Обидва, L. danxiaensis та L. pilosa густо ворсинчасті й мають витягнуті стебла з яйцюватими чи зворотно-яйцюватими листочками.

## Середовище проживання
Новий вид описано з національного природного заповідника Даньсяшань у провінції Гуандун. Наразі це єдиний відомий вид з гори Данся. Зростає в чагарнику на вершині гори Данься на висоті від 270 до 310 м.